# 44027 Термейн
44027 Термейн (44027 Termain) — астероїд головного поясу, відкритий 2 січня 1998 року.
Тіссеранів параметр щодо Юпітера — 3,323.